# Ordeal by Innocence (filme)
Ordeal by Innocence é um filme britânico de 1985, dos gêneros policial e suspense, dirigido por Desmond Davis, com roteiro de Alexander Stuart baseado no romance homônimo de Agatha Christie.

## Sinopse
Quando o paleontólogo Arthur Calgary visita a família Argyle para lhes dar um livro de endereços que pertencia a Jack Argyle, ele é informado de que Jack fora executado dois anos antes, pelo assassinato de sua mãe adotiva. O Dr. Calgary, no entanto, pode provar que Jack era inocente.

## Elenco
- Donald Sutherland.... Dr. Arthur Calgary
- Faye Dunaway.... Rachel Argyle
- Christopher Plummer.... Leo Argyle
- Sarah Miles.... Mary Durant
- Ian McShane.... Philip Durant
- Diana Quick – Gwenda Vaughan
- Annette Crosbie – Kirsten Lindstrom
- Michael Elphick – Inspetor Huish
- George Innes – Archie Leach
- Valerie Whittington – Hester Argyle
- Phoebe Nicholls – Tina Argyle
- Michael Maloney – Micky Argyle
- Cassie Stuart – Maureen Clegg
- Anita Carey – Martha Jessup
- Ron Pember – Barqueiro
- Kevin Stoney – Procurador
- Brian Glover - Carrasco